# Reiner Kunze
Pour les articles homonymes, voir Kunze.
Compléments

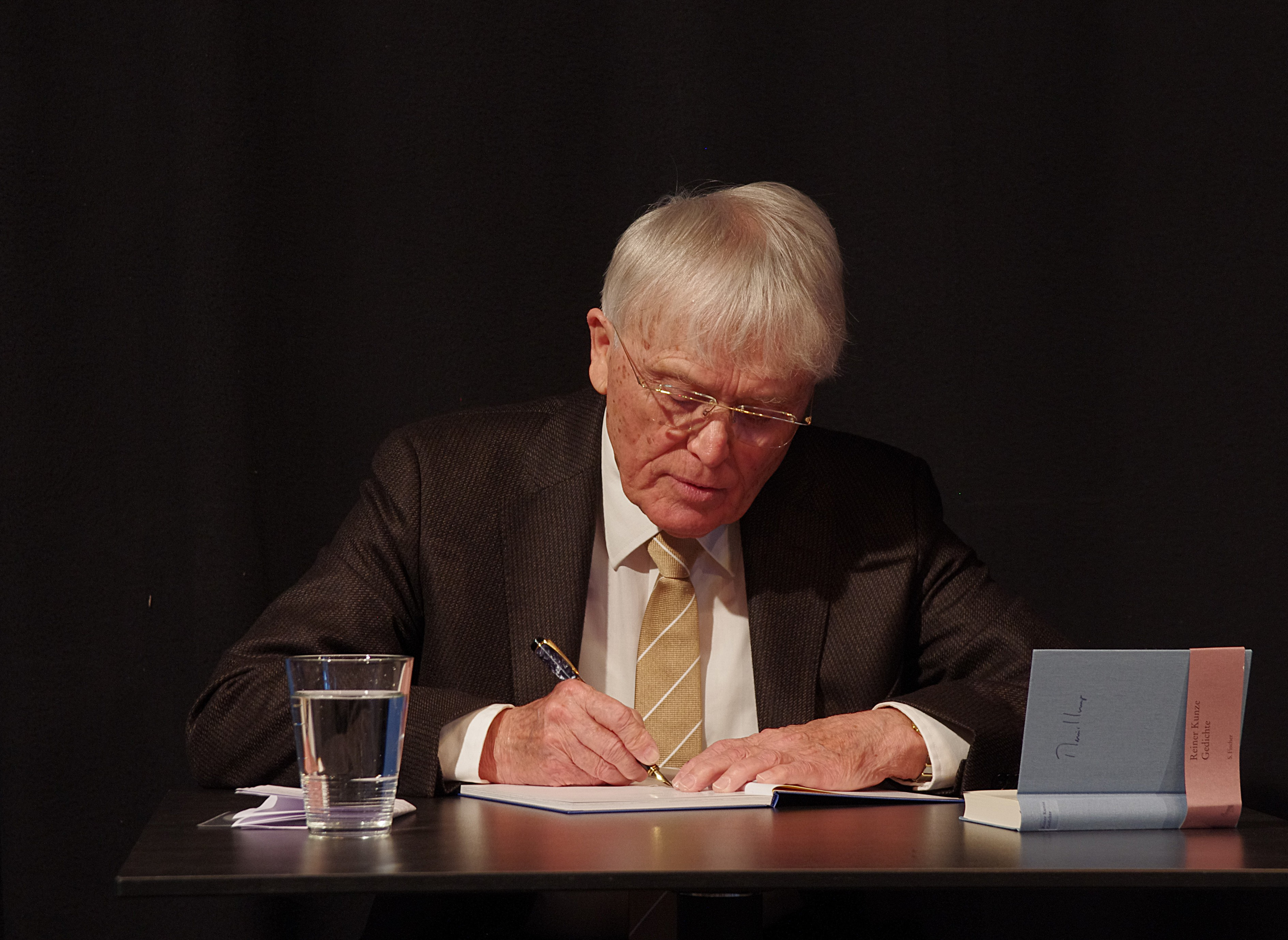
Reiner Kunze en 2012.

Reiner Kunze, né le 16 août 1933 à Oelsnitz/Erzgeb. en ex-RDA, est un écrivain allemand issu d'une famille de mineurs. Il est aussi un célèbre dissident.

## Biographie
Reiner Kunze étudie la philosophie et le journalisme à l'Université de Leipzig. Pour des raisons politiques, sa carrière universitaire est brutalement interrompue. Il travaille alors comme aide mécanicien. À partir de 1962, il se consacre à l’écriture à plein temps. À la suite de l’invasion de la Tchécoslovaquie par les pays du Pacte de Varsovie, il quitte le parti communiste. Il publie son travail sous des pseudonymes. En 1976, son fameux ouvrage Les Années merveilleuses (en français aux éditions du Seuil, 1978), qui contient des critiques de la vie et de la politique derrière le rideau de fer est publié en Allemagne de l’Est où il rencontra un grand succès. Il est exclu de la Chambre des écrivains
. En 1977, il quitte la RDA et déménage en Allemagne de l’Ouest. Depuis, il vit au bord du Danube, près de Passau. Il a reçu de nombreux prix, dont le prix Georg-Trakl et le prix Georg-Büchner en 1977, le prix Friedrich Hölderlin en 1999, et le Freiheitspreis en 2009.
Essentiellement poète – bien qu’il écrive aussi de la prose – il pratique l'écriture comme « acte de survie » depuis ses premières publications en 1952. Il est aussi un grand traducteur de poésie, entre autres du domaine tchèque (en particulier Ludvik Kundera, Jan Skácel ou Vladimír Holan). Il reçut d'ailleurs le prix de traduction de la Chambre des écrivains de Tchécoslovaquie au moment du Printemps de Prague. Ses œuvres ont été découvertes et traduites en français par Mireille Gansel, qui a œuvré inlassablement à faire connaître son travail en France.

## Œuvres
- Die Zukunft sitzt am Tische. 1955 (avec Egon Günther)
- Vögel über dem Tau. Liebesgedichte und Lieder. 1959
- Fragen des lyrischen Schaffens, 1960 (Beiträge zur Gegenwartsliteratur Issue 18).
- Widmungen. 1963
- Die guten Sitten. 1964 (avec Heinz Knobloch)
- sensible wege, 1969
- Der Löwe Leopold, fast Märchen, fast Geschichten, 1970
- zimmerlautstärke, 1972
- Briefe mit blauem Siegel, 1973
- Die Wunderbaren Jahre, 1976
- Die Wunderbaren Jahre, 1979 [script de film]
- auf eigene hoffnung, 1981
- Gespräch mit der Amsel, 1984
- eines jeden einziges leben, 1986
- Zurückgeworfen auf sich selbst : Interviews (1984-1988), 1989
- Das weiße Gedicht, 1989
- Deckname „Lyrik“, 1990
- Wohin der Schlaf sich schlafen legt, 1991
- Am Sonnenhang : Tagebuch eines Jahres, 1993
- Steine und Lieder : namibische Notizen und Fotos, 1996
- ein tag auf dieser erde, 1998
- Nocturne in E, 2001 (avec Andreas Felger)
- Die Aura der Wörter. 2002
- Der Kuß der Koi, 2002
- Wo wir zu Hause das Salz haben, 2003
- Bleibt nur die eigene Stirn. 2005
- Lindennacht. 2007
- die stunde mit dir selbst. Gedichte. S. Fischer, Frankfurt am Main 2018,  (ISBN 978-3-10-397376-1).

## Éditions en français
- Les Années merveilleuses, prose, traduction François-René Daillie, Seuil, 1978[2]
- Le Lion Léopold, livre jeunesse, traduction Yves-Marie Maquet, Gallimard, 1985
- Un jour sur cette terre, poèmes, traduction Mireille Gansel, Cheyne, 2001
- La Nasse d’étoiles - dialogue pour surmonter l'exil, entretien, Mireille Gansel/Reiner Kunze, Calligrammes 2007
- Nuit des tilleuls, poèmes, traduction Mireille Gansel, préface Yvan Guillemot, éd. bilingue, Calligrammes 2009
- L’Étang est ma table, poèmes, traduction Gwenn Darras, postface Mireille Gansel, Calligrammes 2011
- Invitation à une tasse de thé au jasmin. Anthologie personnelle de Reiner Kunze, traduction Muriel Feuillet & Mireille Gansel, Cheyne, 2013
- Le poète Jan Skácel, traduction de l'allemand et du tchèque par Gwenn Darras et Alena Meas, préface Yvan Guillemot, Calligrammes 2014

De Reiner Kunze, on peut lire également en français :
- Poètes de la République Démocratique Allemande, traduit et présenté par Mireille Gansel (bilingue), Les Lettres Nouvelles, 1971
- Poésie, no 84, 1998, traduction Mireille Gansel
- in Conférence no 9 (1999), traduction Mireille Gansel
- Anthologie de la poésie des Allemagnes 1975-2000, Maison de la poésie Rhône-Alpes, 2000
- Sans quiétude aucune, Anthologie de la poésie allemande contemporaine, choix et traduction Barbara Paul, Le Temps des Cerises, 2001
- in Poésie no 98 (2001), traduction Mireille Gansel
- in Europe no 914-915 (2005), onze poèmes précédés d’un entretien, traduction et présentation de Eric David
- Chemins n°10, Le poème irremplaçable (conférence), traduction Joël Vincent et Françoise David-Schaumann, Calligrammes 2007
- La Polygraphe 33-35 Les Sembles, cinq poèmes, traduits par Joël Vincent et Françoise David-Schaumann.

## Récompenses et distinctions
- 1968 : Übersetzerpreis des Tschechoslowakischen Schriftstellerverbandes
- 1971 : Deutscher Jugendbuchpreis
- 1973 : Literaturpreis der Bayerischen Akademie der Schönen Künste u. Mölle-Literaturpreis, Schweden
- 1977 : Georg Trakl-Preis, Autriche, prix Andreas-Gryphius et Georg Büchner-Preis
- 1979 : Bavarian Film Awards, Best Screenplay[1]
- 1981 : Geschwister Scholl-Preis
- 1984 : Eichendorff Literaturpreis u. Bundesverdienstkreuz 1. Klasse
- 1988 : Bayerischer Verdienstorden
- 1989 : Kulturpreis Ostbayerns
- 1990 : Herbert und Elsbeth Weichmann-Preis u. Hanns Martin Schleyer-Preis
- 1993 : Großes Bundesverdienstkreuz, Kulturpreis deutscher Freimaurer u. Ehrendoktor der Technischen Universität Dresden
- 1995 : Ehrenbürgerschaft der Stadt Greiz u. Kulturpreis des Landkreises Passau
- 1997 : Weilheimer Literaturpreis
- 1998 : Europa-Preis für Poesie, Serbien
- 1999 : Prix Friedrich Hölderlin
- 2000 : Christian Ferber-Ehrengabe der Deutschen Schillerstiftung
- 2001 : Hans Sahl-Literaturpreis u. Bayerischer Maximiliansorden für Kunst und Wissenschaft
- 2002 : Kunstpreis zur deutsch-tschechischen Verständigung, Prag u. Berlin
- 2003 : Ján Smrek-Preis, Slowakei, u. Ehrenbürgerschaft der Stadt Oelsnitz/Erzgeb.
- 2004 : STAB-Preis der Stiftung für Abendländische Besinnung, Schweiz, u. Übersetzerpreis "Premia Bohemica" d. Gemeinschaft d. Schriftsteller Tschechiens
- 2006 : Ehrengast des Heinrich-Heine-Hauses Lüneburg
- 2008 : Verdienstorden des Freistaats Thüringen
- 2009 : Memminger Freiheitspreis 1525

## Audiovisuel
- France Culture a diffusé, le 16 octobre 2010 de 21 heures à 21 heures 30, un numéro de « Ça rime à quoi » consacré à Reiner Kunze[3]. Cet entretien a été réalisé en la présence et avec l'aide de sa traductrice française, Mireille Gansel.